# Josef Panáček (historik)
Josef Panáček (5. prosince 1900 Jičíněves – 3. ledna 1973 Doksy) byl amatérský historik, zaměstnanec železnic, starší bratr kronikáře České Lípy Jaroslava Panáčka. Autor několika významných historických prací.

## Život
Narodil se roku 1900 v Jičíněvsi v železničářské rodině a železnici sám zasvětil svůj život. Středoškolské vzdělání získal v Mladé Boleslavi, kde roku 1918 maturoval a hned poté se stal zaměstnancem Československých státních drah. Dva roky poté získal místo v Doksech a také se tam přestěhoval a oženil. 
V roce 1919 se na besedě v nedalekých Katusicích dozvěděl o jedné z pověstí z Máje od Karla Hynka Máchy a začal tak dílo Máchy studovat. V roce 1925 se dostal do sporu kvůli své ostré literární kritice s jedním z vlivných politiků v České Lípě a byl nucen Doksy opustit.
V Mladé Boleslavi strávil i období 2. světové války a zde také sepsal kroniku období válečných let okolností osvobození toho města. V roce 1945 se do Doks vrátil, aby se věnoval dál intenzivně dílu Karla Hynka Máchy. Toto bádání zakončil roku 1970 vydáním knihy Karel Hynek Mácha v kraji svého Máje. Druhé doplněné vydání vyšlo roku 1990. Historických prací menšího rozsahu, které získaly uznání u literární kritiky, napsal několik. Byla to např. pojednání o postavách národního obrození F. L. Hekovi a jeho dceři Tereze či o vztahu Máchy k Doksům.
Před odchodem do důchodu pracoval krátce na železničním slovníku v železničním podnikovém archivu.

## Bratr
Josef měl o devět let mladšího bratra Jaroslava, který jej o 20 let přežil. Ten, a také jeho syn Jaroslav Panáček se věnoval profesionálně historii a společenskému životu hlavně v České Lípě.